# Castillo, acueducto y murallas de Segorbe
El castillo, denominado de la Estrella, o de Sopeña, el Acueducto y las Murallas de Segorbe son un conjunto de construcciones que se ubican en el término municipal de Segorbe, en la comarca del Alto Palancia, provincia de Castellón, España, que están catalogados, por declaración genérica, como Bien de Interés Cultural, con anotación ministerial, R-I-51-0011039, y fecha de anotación 8 de mayo de 2003, según datos de la Dirección General de Patrimonio Artístico de la Generalidad Valenciana.
El castillo se encuentra ubicado en uno de los cerros en los que se enclava la ciudad de Segorbe. Las murallas por su parte se distribuyen desde la zona alrededor del castillo a la parte del núcleo poblacional que se halla más abajo, pudiéndose encontrar restos de la misma por todo el actual casco antiguo de la ciudad. Por su parte, los restos del Acueducto, del que sólo quedan unos cuando arcos, se ubican dentro del núcleo poblacional.

## Historia
Algunos autores consideran probado que los basamentos del castillo estarían datados en época ibérica, ya que se corresponden con un poblado íbero que, cuando se produce la romanización de la zona, pasó a ser población romanizada y reconstruido, adaptándose a la nueva forma de entender los núcleos poblacionales del pueblo romano. Por ello se considera que ya existió en época romana un núcleo fortificado en el mismo sitio donde se asientan hoy los restos del castillo. Hay autores que afirman que el castillo fue acrópolis romana y fortaleza de los visigodos y árabes.
Siguiendo la tradición de los pueblos conquistadores, hay autores que creen que existió una fortificación visigoda que se situó justo sobre la anterior romana. Pero lamentablemente no se puede documentar ninguna de estas hipótesis, ya que no existen registros de la existencia de esas fortificaciones, a diferencia de lo que ocurre con las construcciones militares de la época musulmana, de la que hay constancia escrita de la existencia de al menos un alcázar y el correspondiente gobernador del mismo. Tras la conversión al cristianismo de Zayd Abu Zayd, y por el acuerdo de vasallaje que firmó en 1229 con Jaime I por el cual el rey de Aragón le daba permiso para conquistar y poblar cuantos lugares y castillos consiguiera dentro del territorio musulmán valenciano, a cambio de la cuarta parte de las rentas, conquistó Segorbe en 1245 y se retiró a vivir allí.

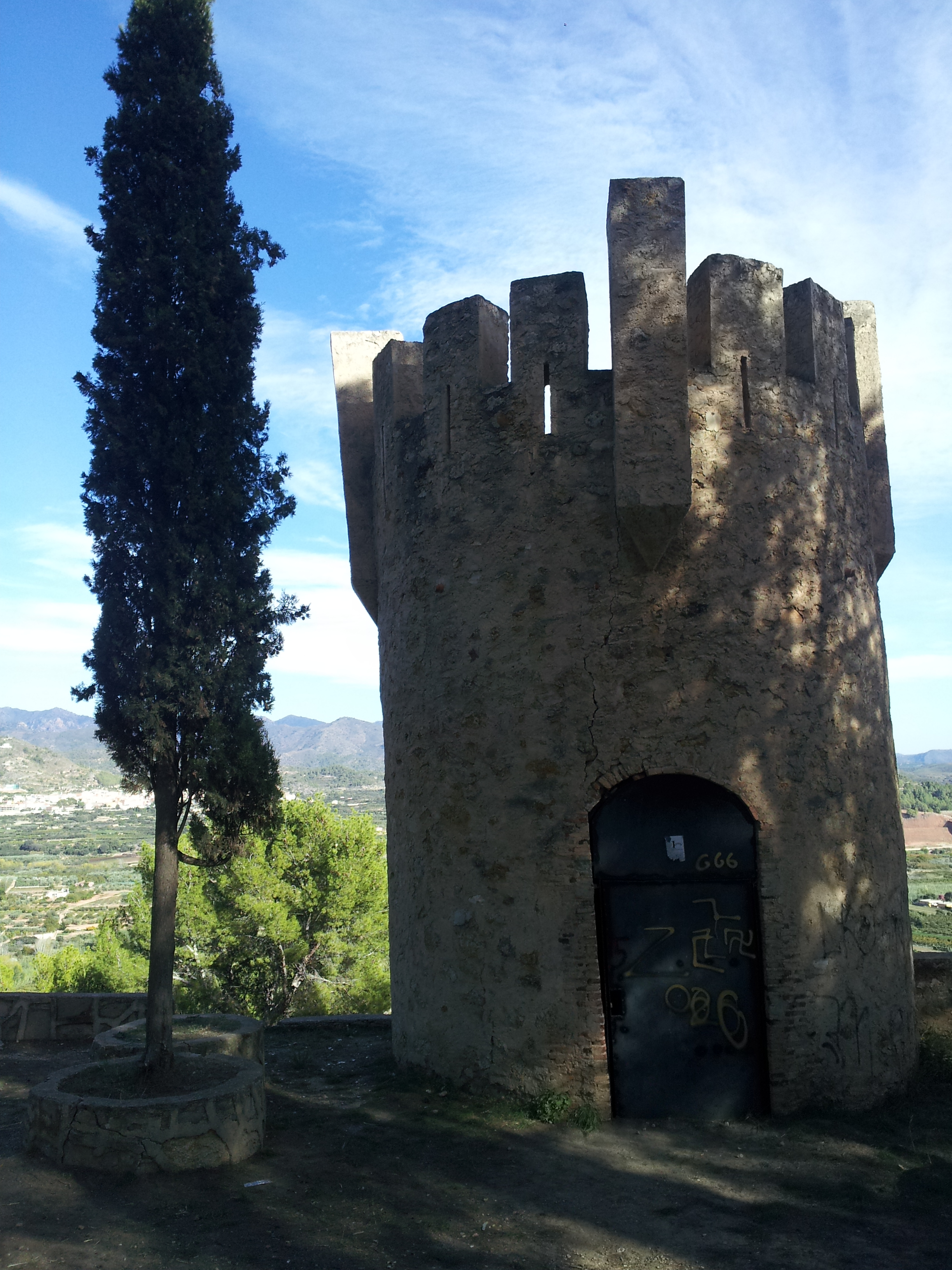
Torre del Castell

El mayor esplendor de la zona fortificada, castillo incluido se produce durante el siglo XV, y a partir de esa época el uso del mismo va decayendo hasta llegar a su total abandono, cuando los duques de Segorbe deciden trasladar su residencia al núcleo urbano de la población, pese a la existencia de documentación escrita que hace entre ver que en 1620 el rey Felipe IV pudo hospedarse en el castillo. También fue utilizado durante las guerras carlistas, procurándose su mantenimiento y reforzando sus defensas, llegando a construir alguna que otra torre y a reconstruir lienzos de la muralla.
Actualmente el estado del castillo es ruinoso (no debe perderse de vista que parte de los elementos constructivos del mismo se utilizaron para la construcción de edificios en el núcleo urbano, tales como el Hospital y la Casa de la Misericordia), de las murallas y del acueducto (del que se conservan únicamente tres arcadas completas que presentan arcos ojivales de fábrica de sillar, así como los restos de otras cuatro) sólo quedan unos pocos tramos inmersos en los trazados de las calles del casco antiguo de la población, así como puertas y torres. Las construcciones militares defensivas erigidas durante el siglo XIX, son las únicas que tienen un mejor estado de conservación.
Por su parte las murallas son muy antiguas, de hecho la documentación existente apunta a que en época romana ya existían, aunque de esta muralla sólo quedan pocos restos de lienzos en las proximidades del cerro donde se ubica el castillo. Debido a la costumbre de utilizar como materiales de construcción los que formaban parte de construcciones anteriores, es difícil discernir a qué periodo se deben realmente los muros del amurallamiento que actualmente se disponen a lo largo de ciertas calles o como parte de construcción de algunos edificios. A la muralla medieval se puede afirmar con cierta seguridad que pertenecen las torres de Botxí y de la Cárcel, así como los trozos de muralla que se pueden observar a lo largo de la calle del Argén, pese a que puede verse en todas ellas cimentación de época romana.

## Descripción
Del castillo actualmente sólo quedan restos, aunque ha sido parcialmente restaurado. Es una propiedad municipal y se encuentra integrado en una zona de parque destinada a uso turístico.
El trazado de las murallas comenzaba en la parte alta, en el cerro donde se ubicaba el castillo y desde allí y en descenso por la calle del Argén, iba paralela a la que actualmente se conoce como calle de Colón y Plaza de la Cueva Santa. Luego, subiendo por la calle Tirador y Plaza de las Almas, volvía al castillo, realizando un recorrido de aproximadamente quilómetro. De este perímetro, al abrirse nuevas calles y elevarse nuevas edificaciones (que o bien derruían el trazado de la muralla o bien lo incorporaban a la nueva edificación como muro exterior), quedan tan sólo tramos sueltos, que abarcan unos 300 metros y que se localizan fundamentalmente entre la calle del Argén y comienzo del paseo de Sopeña. Este trazado que ha sobrevivido al paso del tiempo es del siglo XIV, aunque con anterioridad hubo otra fortificación de la que sólo quedan como muestra los arcos del Argén, que están datados a finales del siglo XI, que eran utilizados como puerta de acceso a la ciudad.

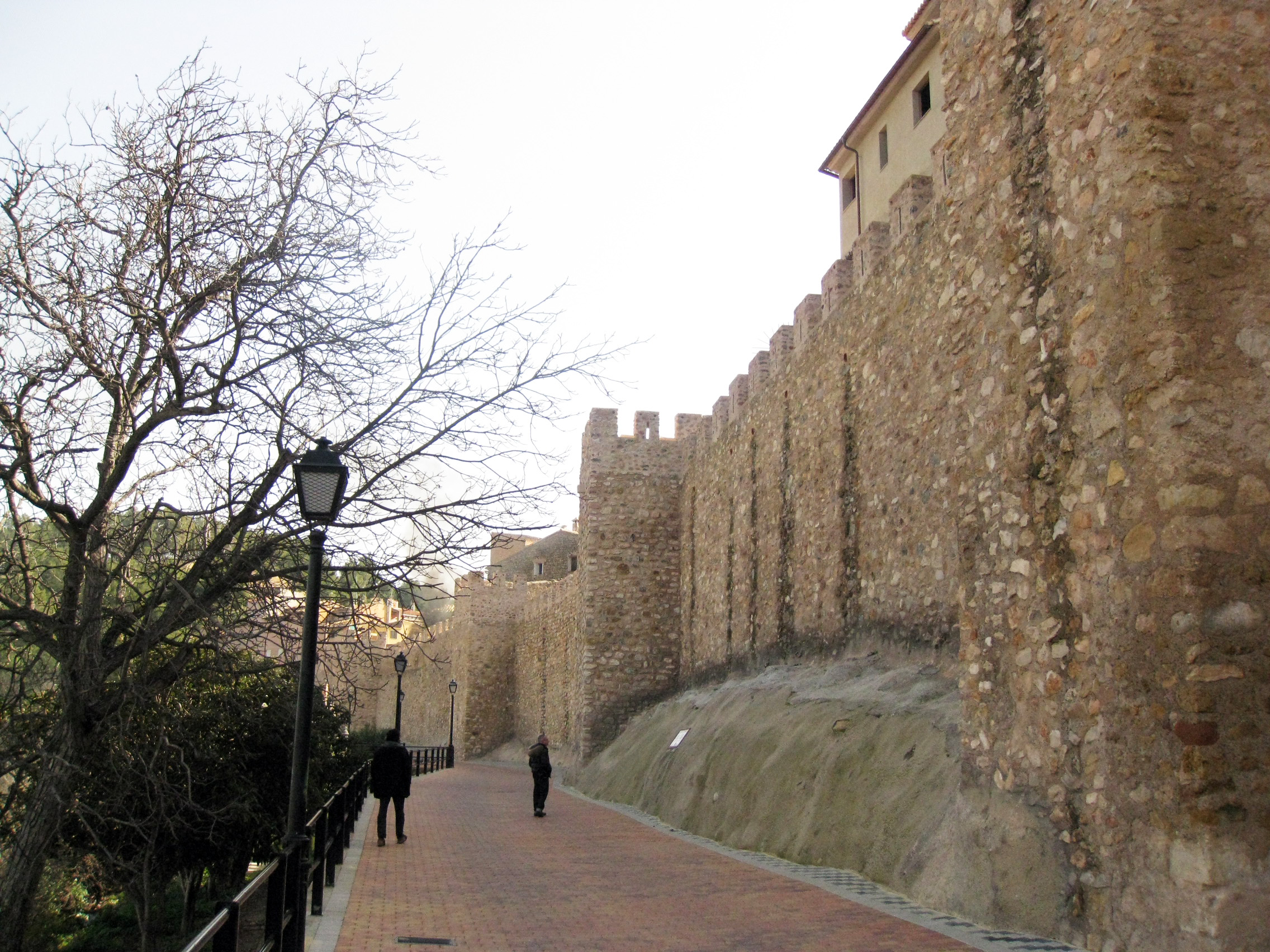
Muralla en la calle Argén
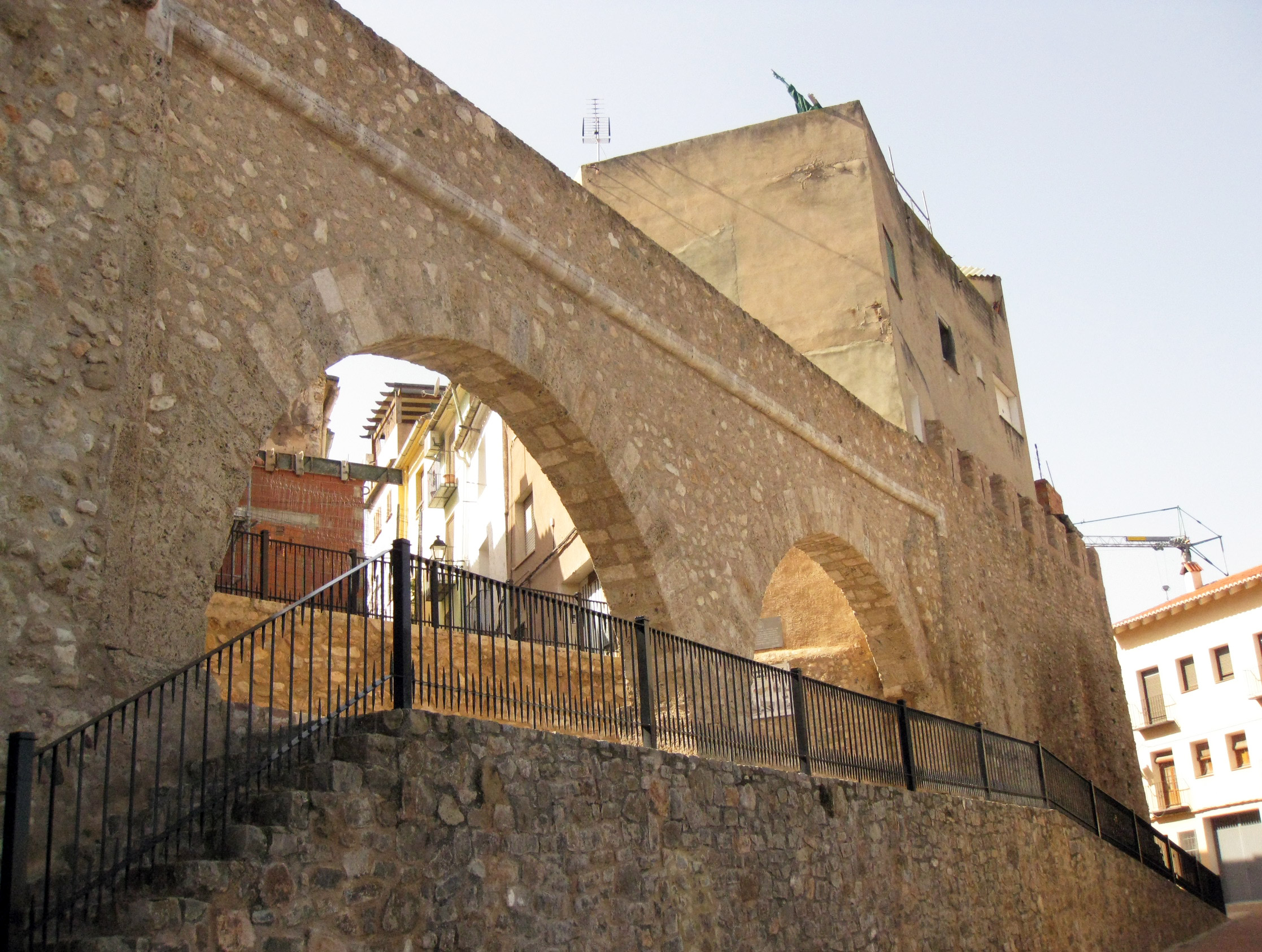
Portal de Argén
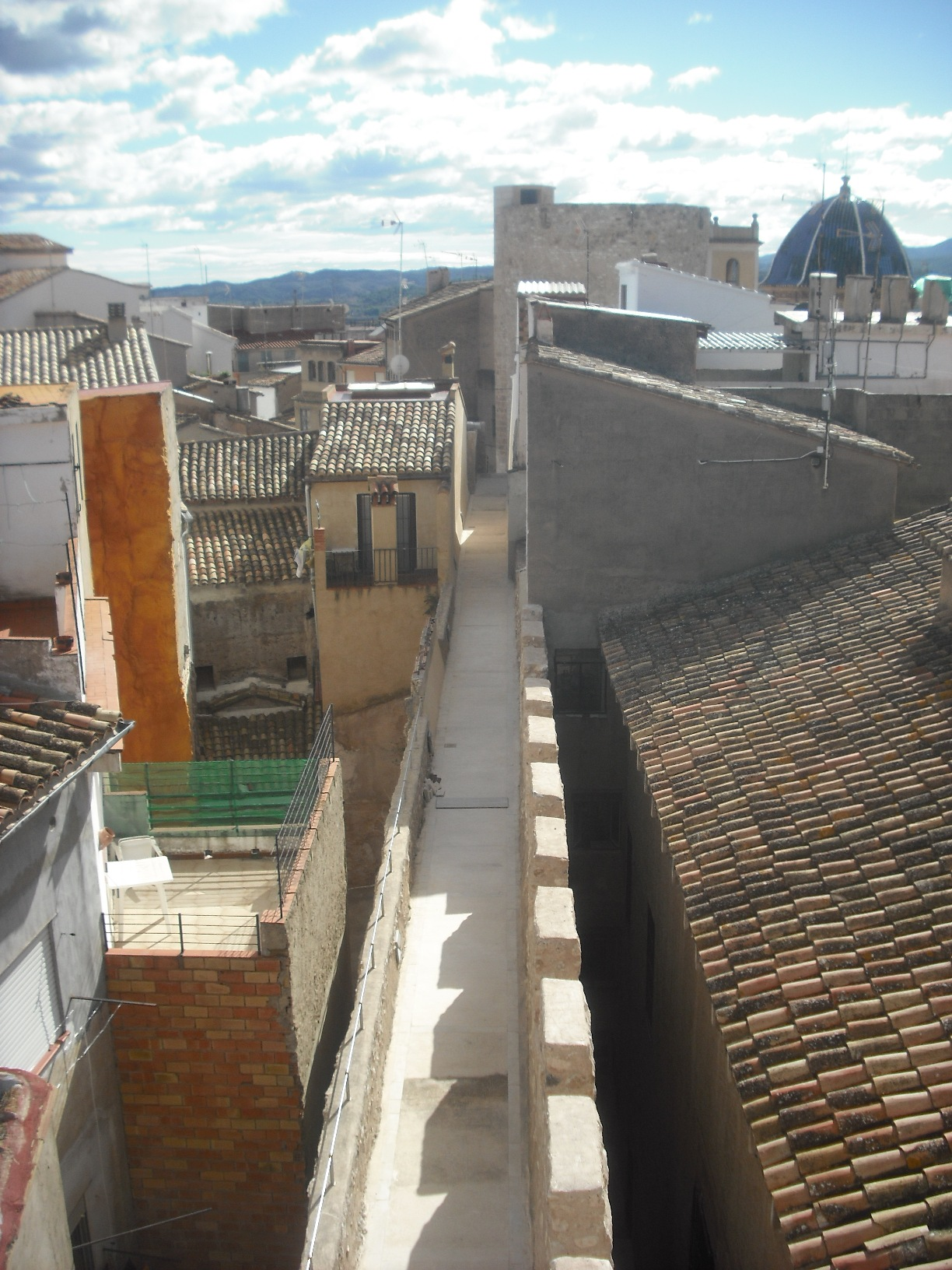
Acueducto sobre la muralla
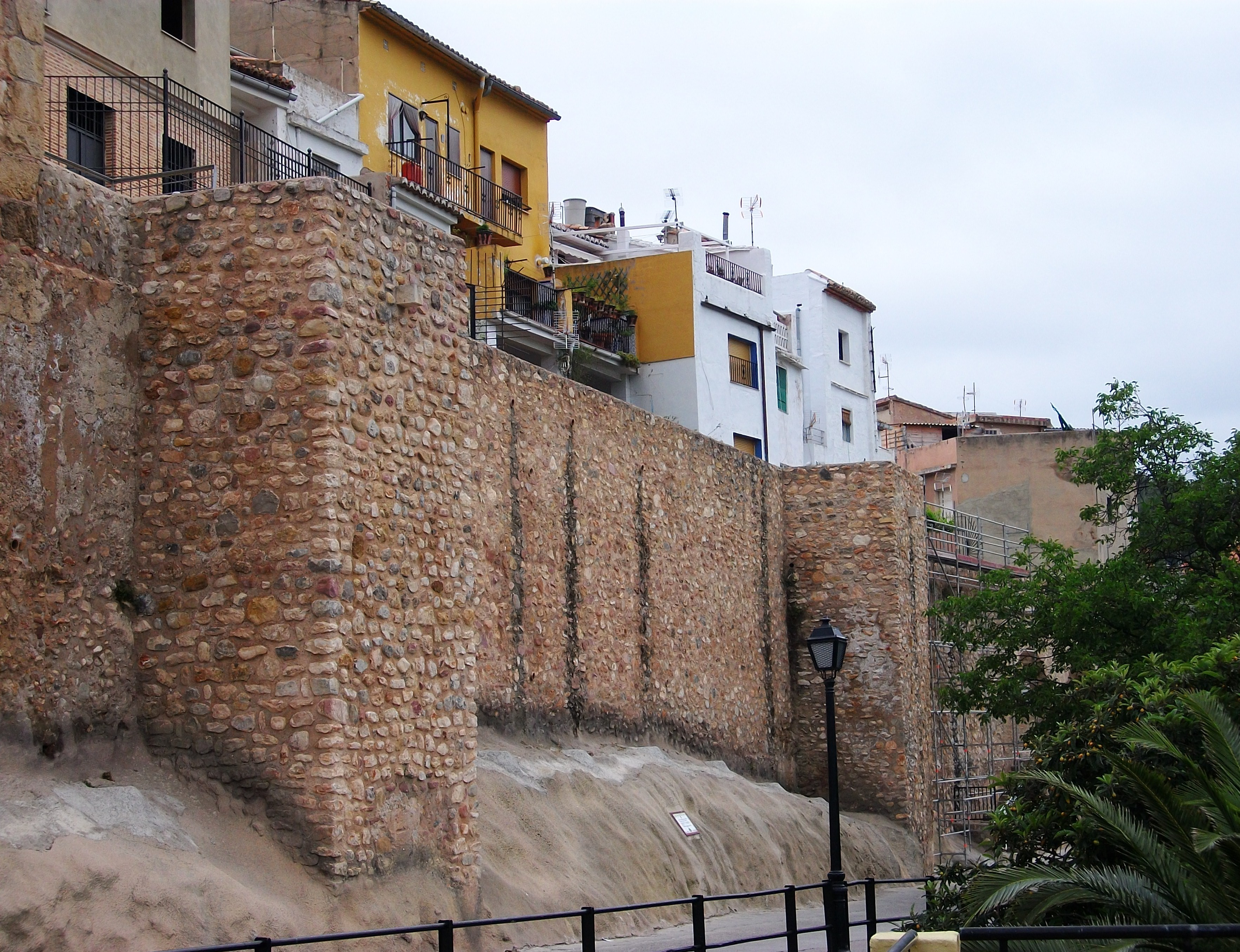
Torres de la muralla

De los restos de muralla encontrados de la época romana, se puede decir que su fábrica era de mampostería con mortero de cal, y presentaban un grosor de aproximadamente metro y medio, mientras que su altura llegaba a los ocho metros.
Del trazado medieval de las murallas queda la puerta conocida como Arco de la verónica, o Puerta de la Verónica, la Puerta de Teruel, las torres del Botxí y de la Cárcel. La puerta Verónica debe su nombre a la existencia en su interior de una imagen de la Santa Faz. Es una puerta de dimensiones reducidas, presenta arco de medio punto con dovelas alargadas, de fábrica de sillar. Al igual que sucede con otros de los restos del recinto amurallado, es difícil datarla, existiendo diversas opiniones e hipótesis sobre sus orígenes.

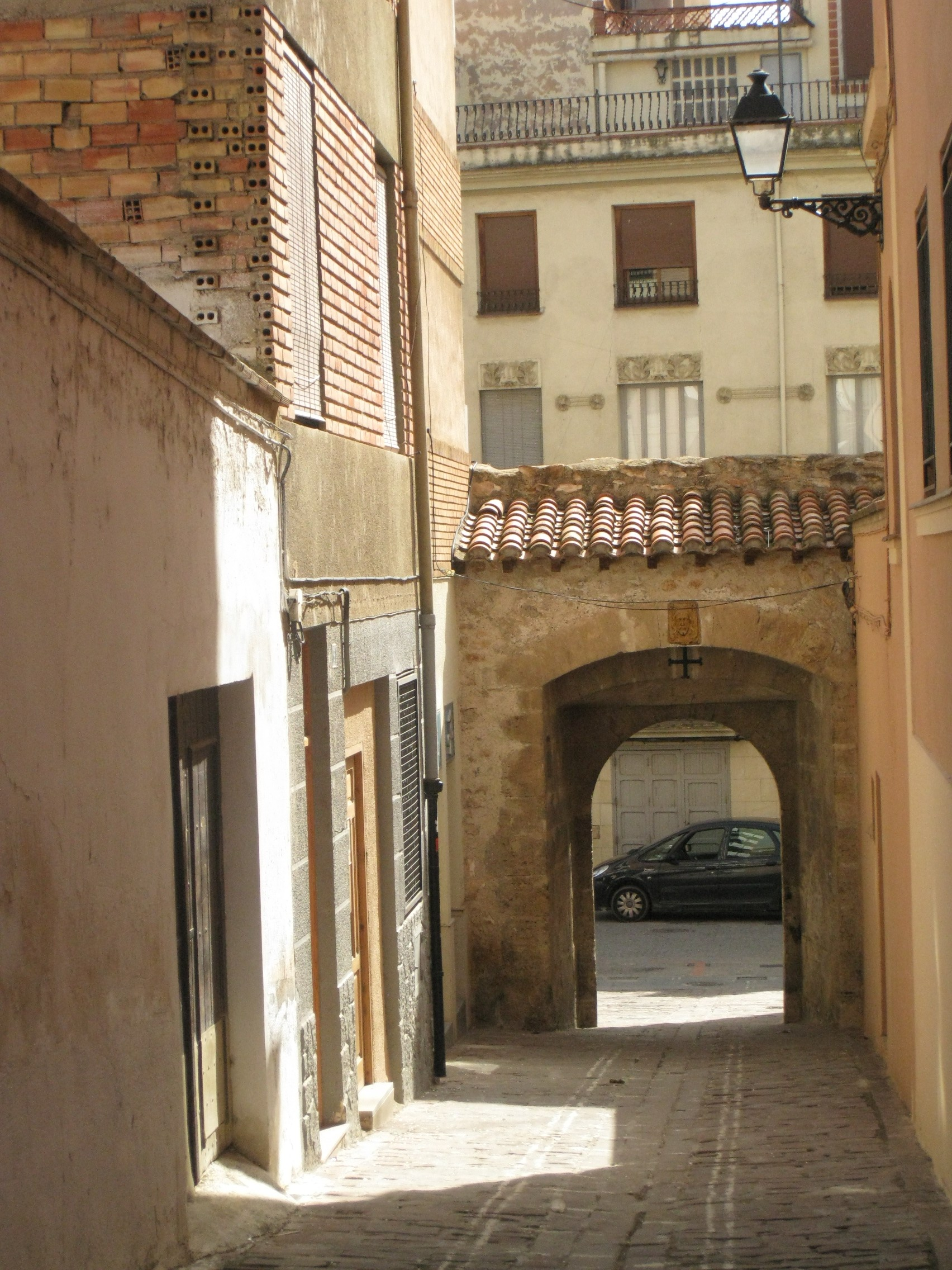
Arco de la Verónica desde la calle Arco de la Verónica.
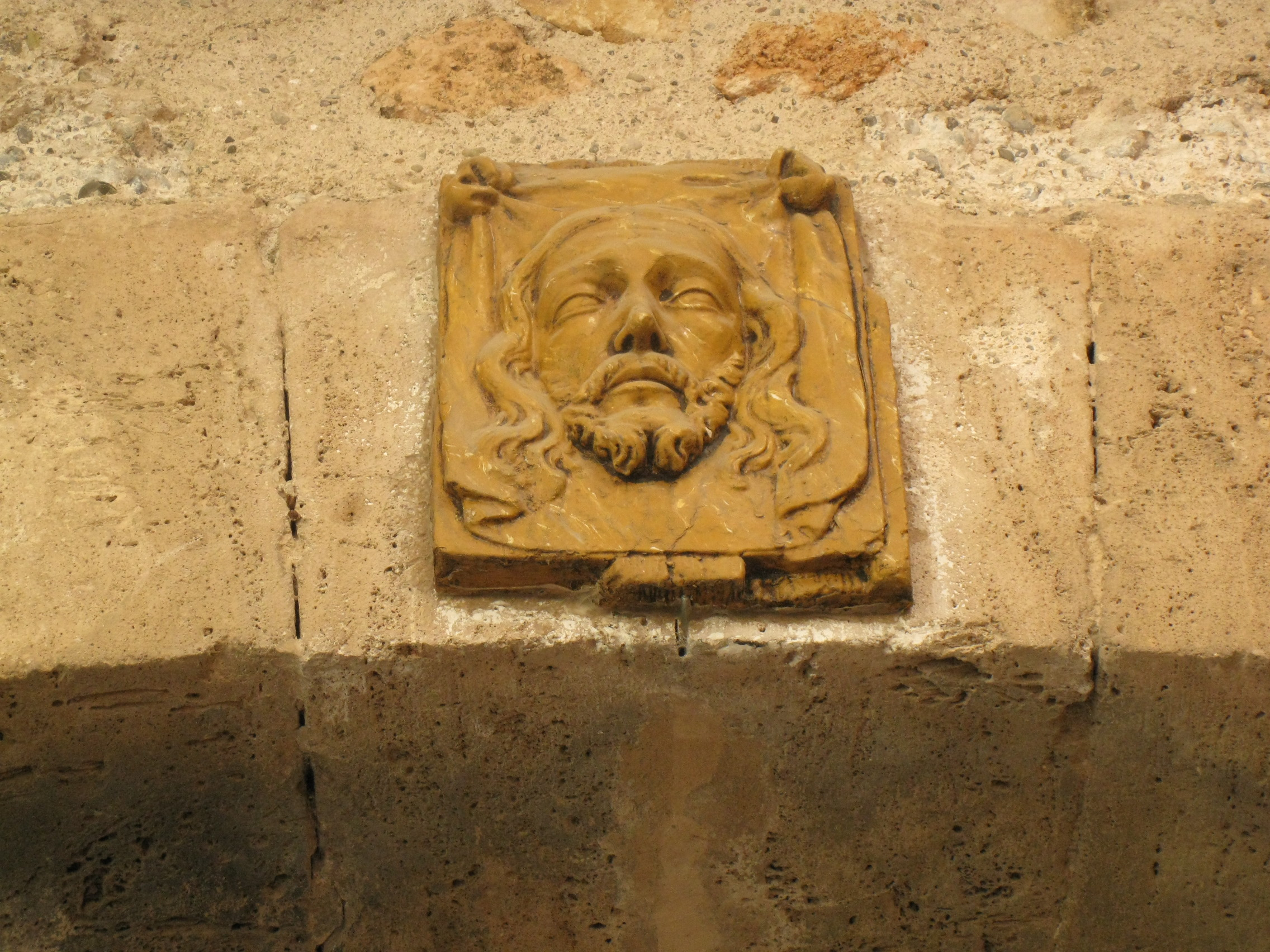
Detalle imagen de la Santa Faz.
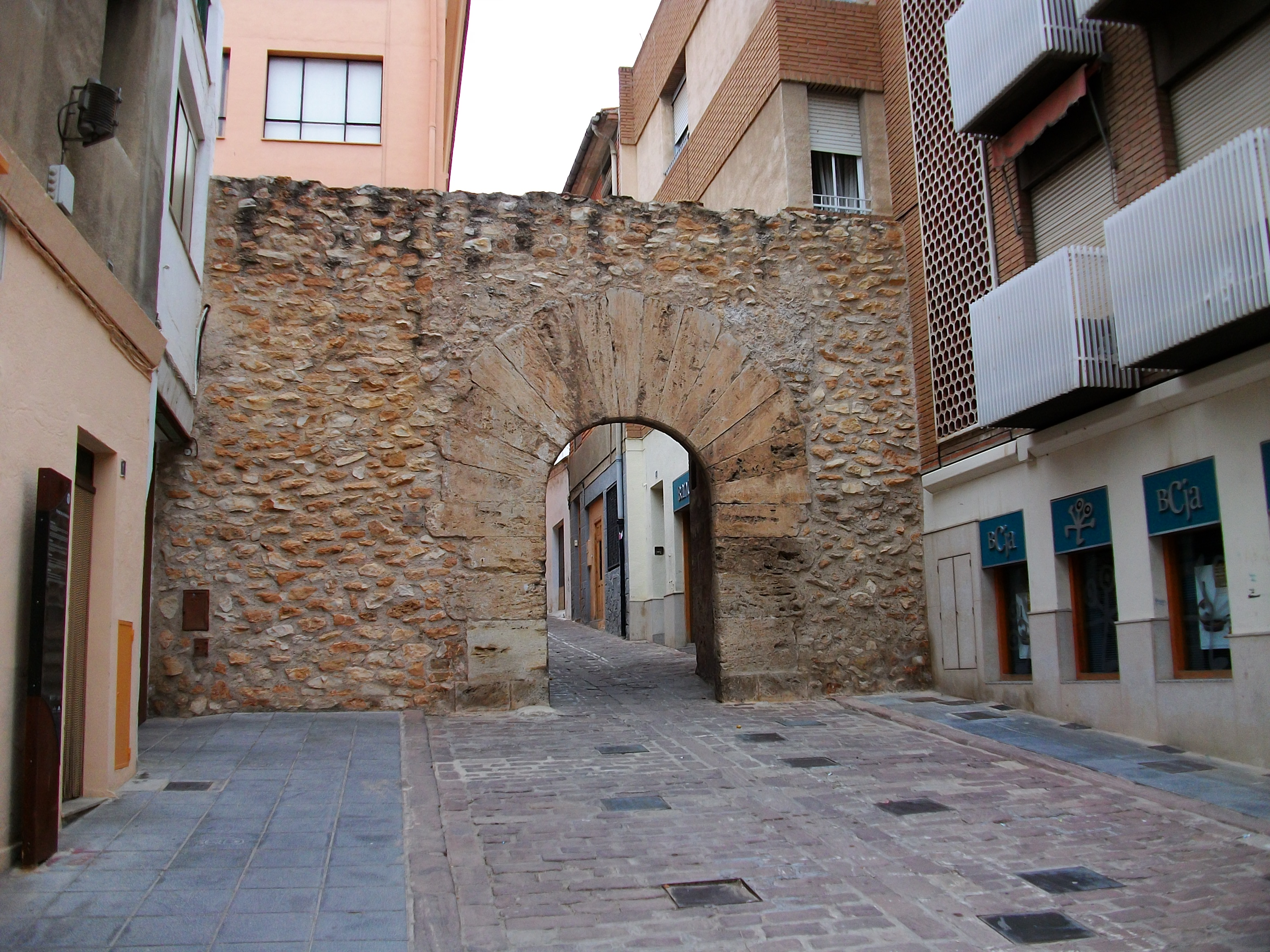
Arco de la verónica visto desde la parte externa de la muralla.
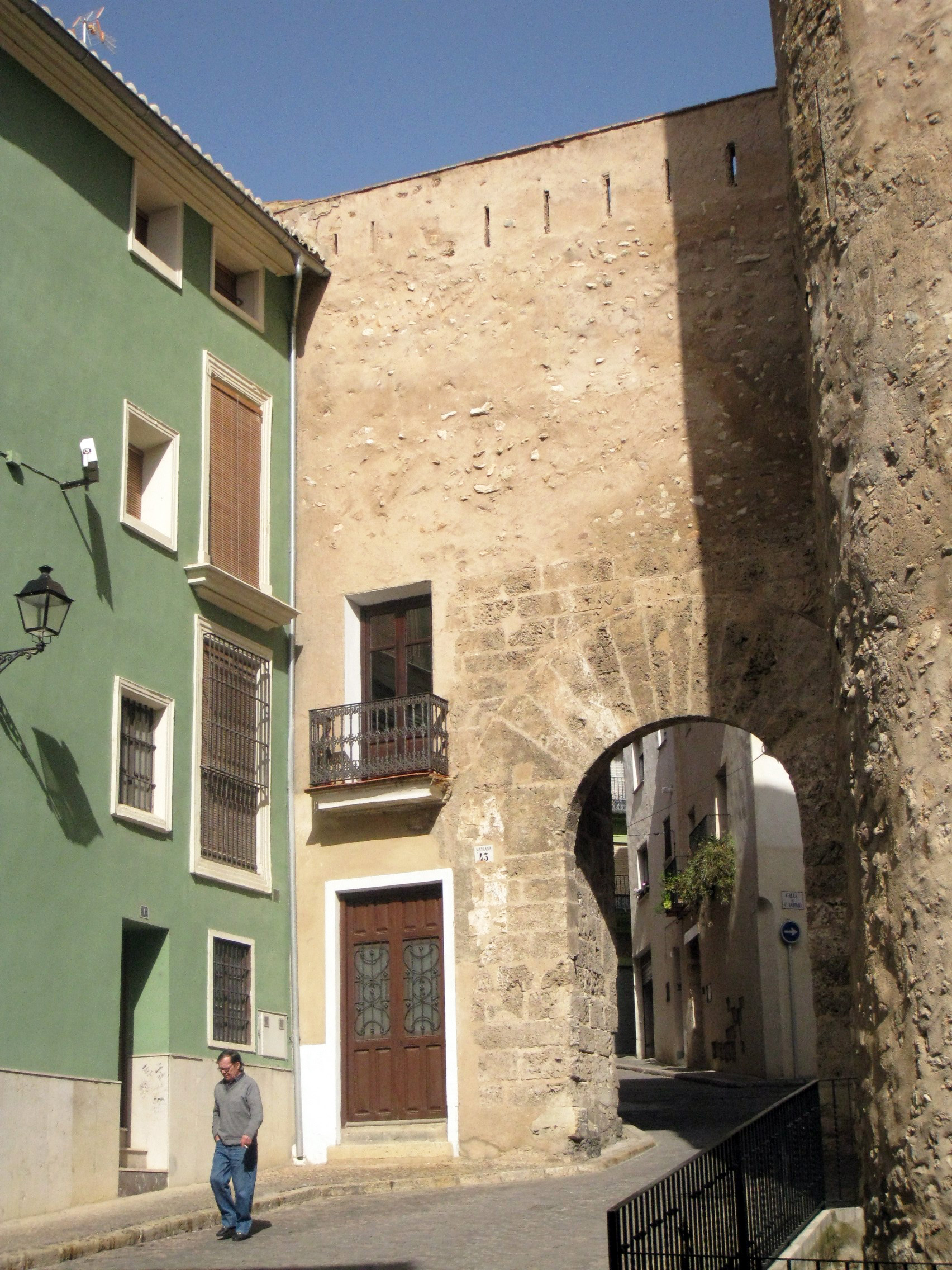
Portal de Teruel.

La torre del Botxí, o torre del verdugo, debe su nombre al hecho de ser el lugar de residencia de la persona que desempeñaba el cargo de verdugo de la población. Su construcción está datada en el siglo XIV, aunque, como hemos apuntado anteriormente, no existe un acuerdo entre los investigadores. Presenta cuerpo cilíndrico con dos cuerpos, alcanzando hasta 17.3 metros de altura. Interiormente el cuerpo superior tiene forma de hexágono rematado con una bóveda de crucería que sirve de cubierta.

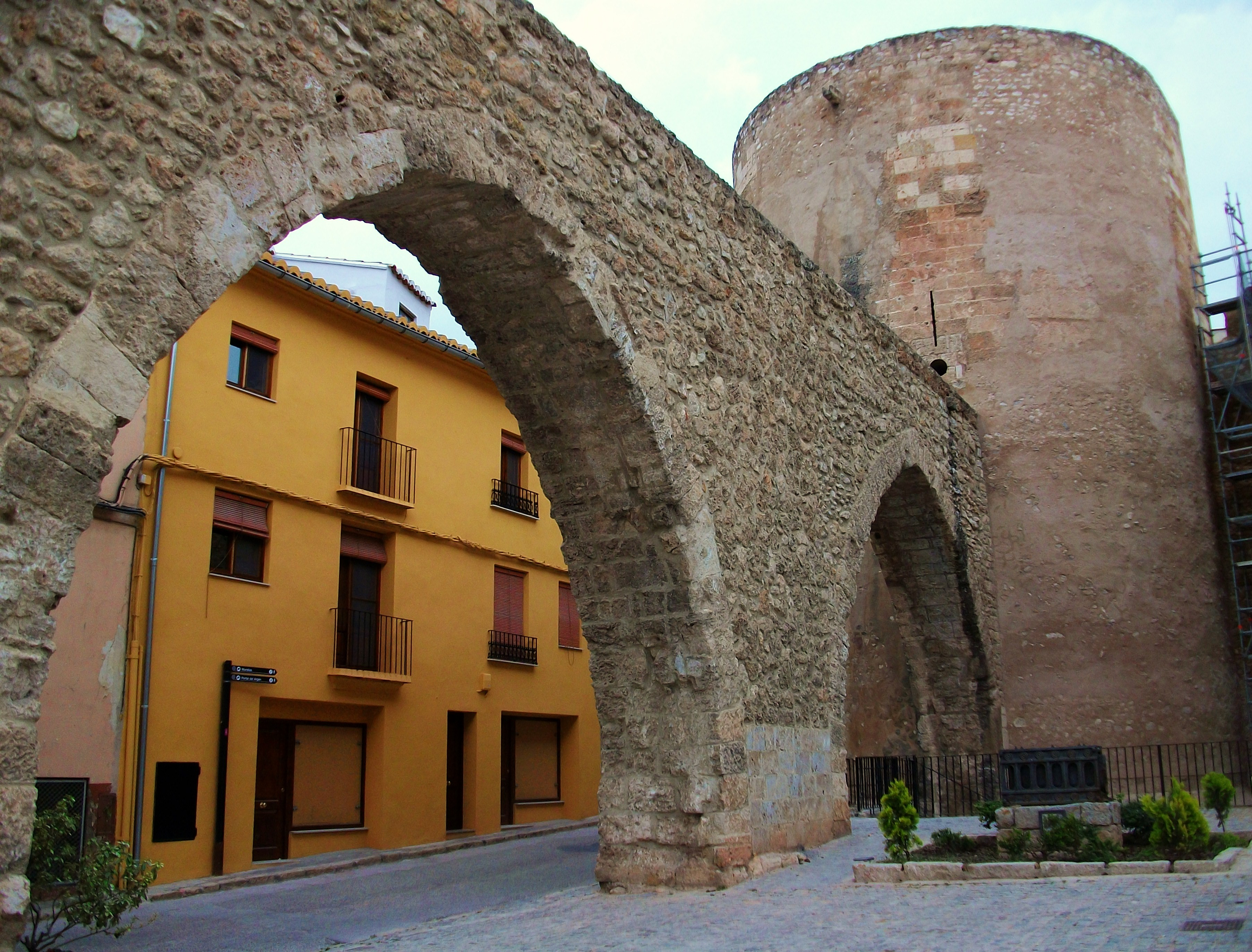
Acueducto y torre del Botxí
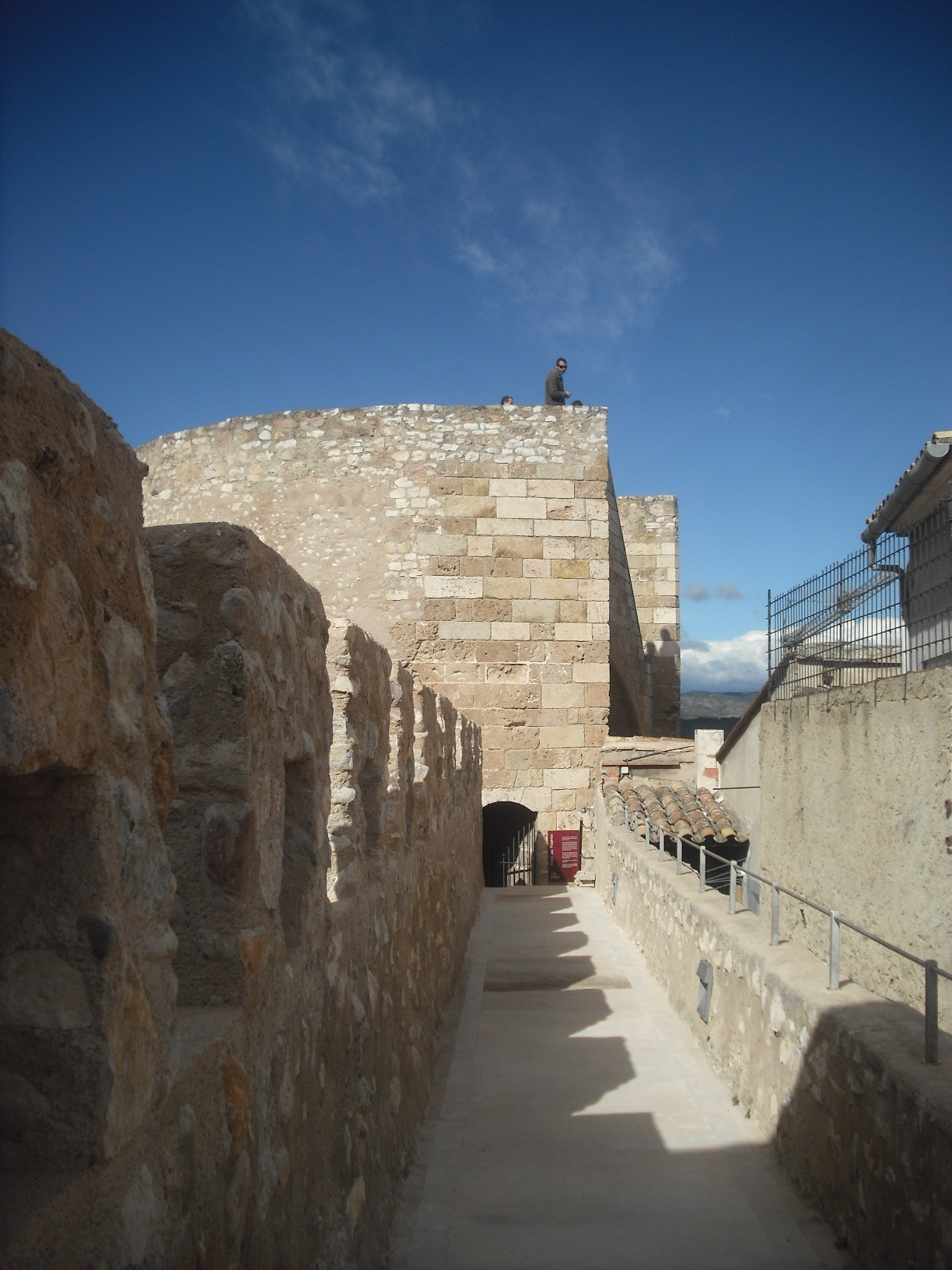
Camino de ronda de la Torre del Botxí
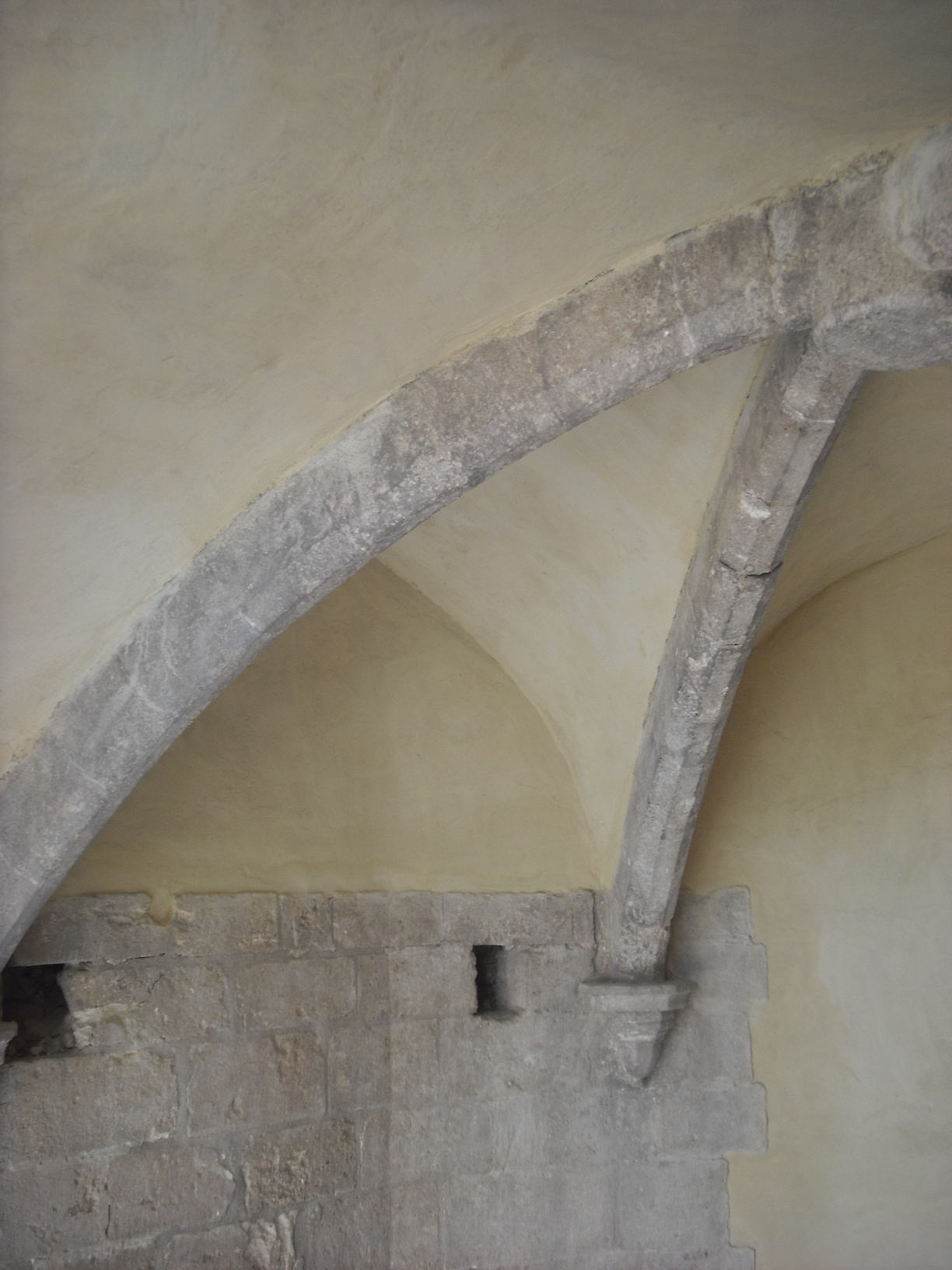
Bóveda de crucería interior de la torre del Botxí
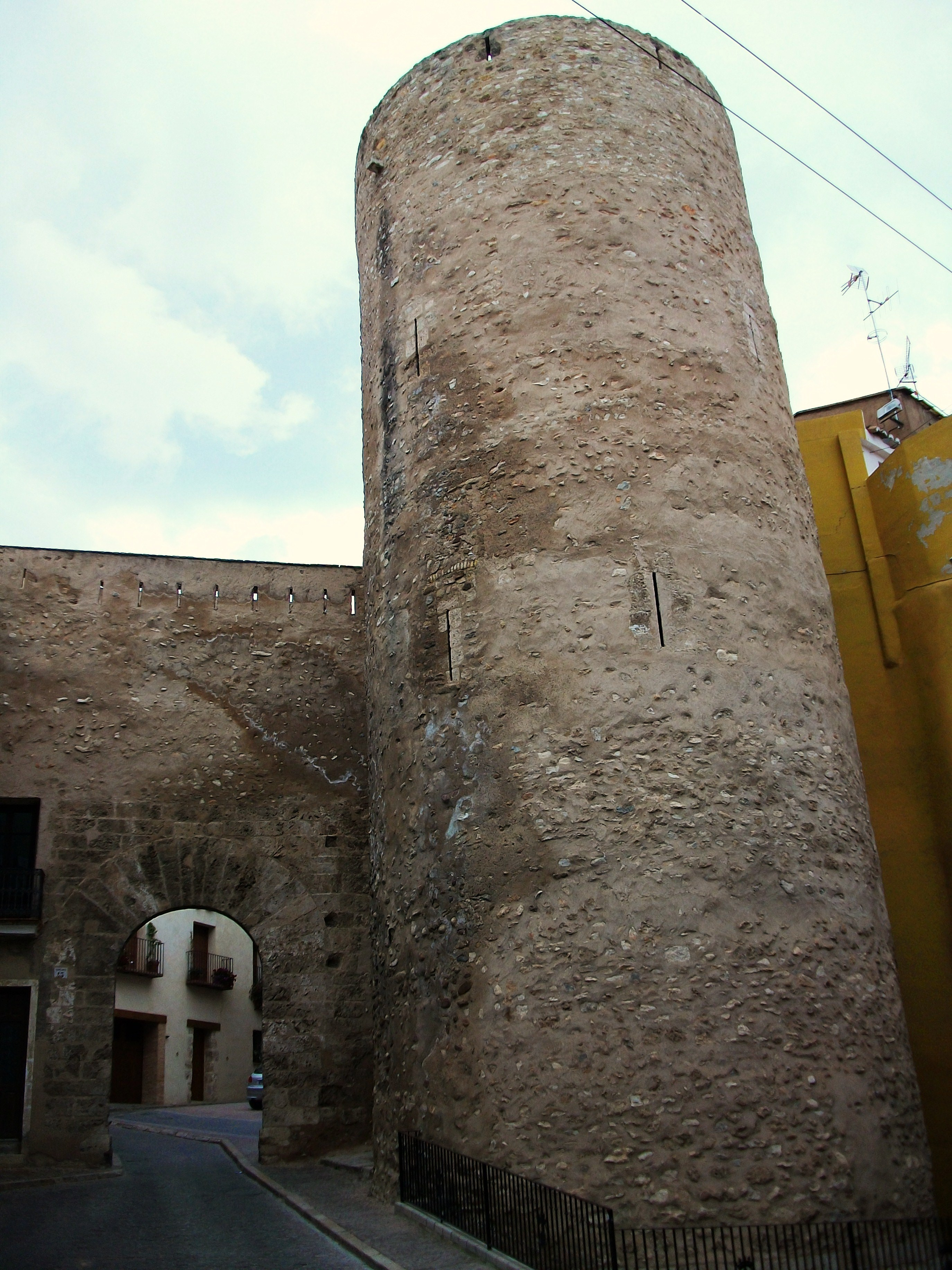
Torre de la Cárcel y puerta de Teruel
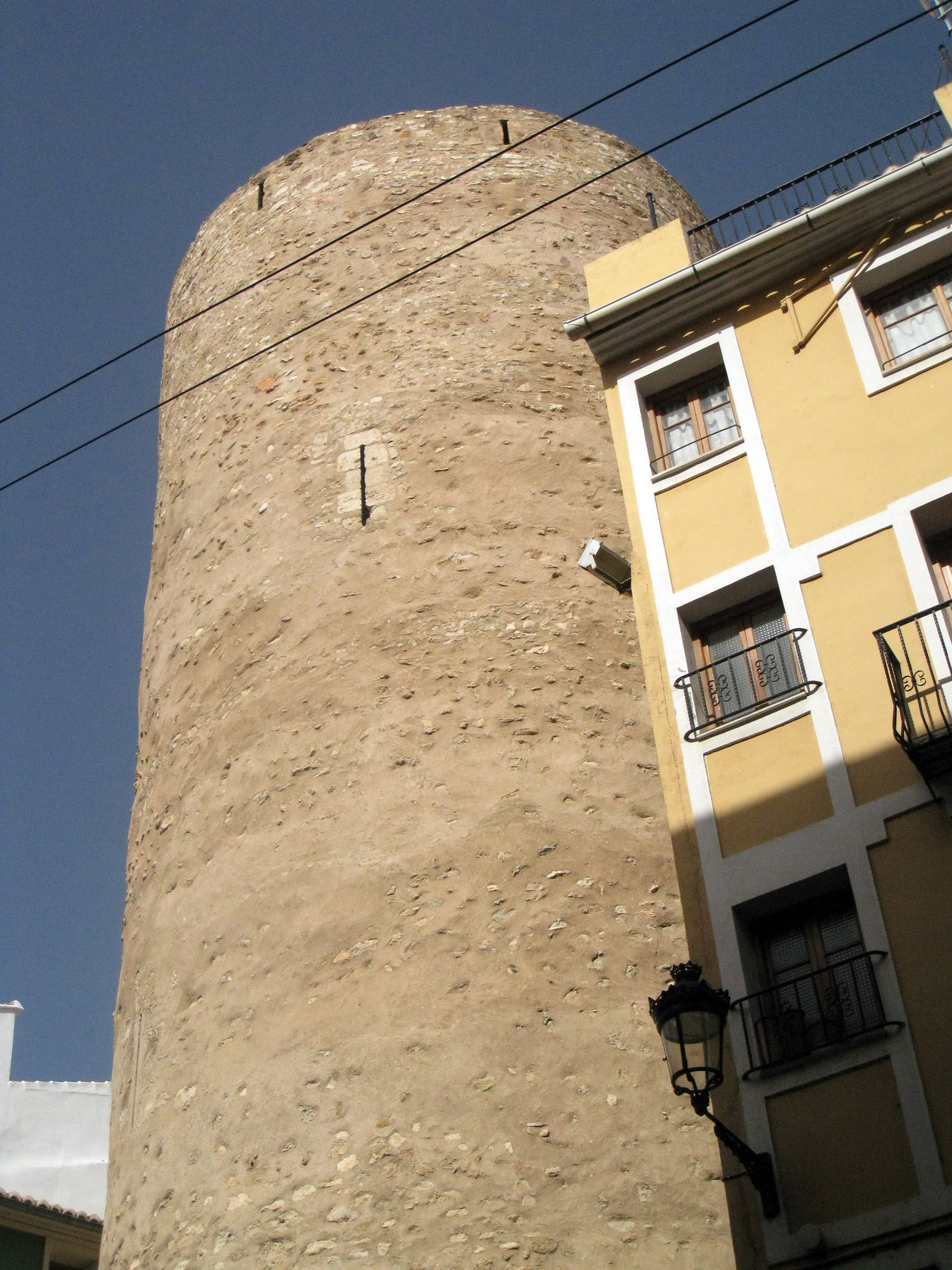
Torre de la Cárcel

La torre de la Cárcel, de planta circular, y ubicada en la zona más antigua de la población, presenta dos cuerpos (presentando el segundo una división interior en dos plantas de sección octogonal, las cuales se rematan, al igual que ocurre con la torre del Botxí, en bóvedas de crucería góticas) y terraza ( a la que se accede a través de una escalera de caracol que está pegada al muro), alcanzando una altura de 21.3 metros. Tenía carácter defensivo y era la que defendía las puertas de acceso al núcleo poblacional.